# Lars Nielsen (cyklist)
 For alternative betydninger, se Lars Nielsen. (Se også artikler, som begynder med Lars Nielsen)
Lars Nielsen (født 5. oktober 1955) er en dansk tidligere langturscyklist fra Hobro. Han er Guinness Rekord-indehaver på flere ture.
Første rekord blev sat, da Lars Nielsen i 1989 cyklede diagonalt over USA og på 54 dage tilbagelagde 10.655 kilometer. Anden gang var da han i 1991 cyklede USA rundt på 80 dage og tilbagelagde 16.494 kilometer. Den tredje rekord satte han, da han i 1997 cyklede knap 5.000 kilometer på 23 dage i Norge.
Lars Nielsens længste tur var i 2001, hvor han cyklede mere end 20.000 km fra Tierra del Fuego på den sydlige spids af Sydamerika til Alaska. Lars Nielsen har siden 1980 tilbagelagt mere end 800.000 kilometer på cykel, hvoraf de 161.100 kilometer per 2016 har været på cykelture i udlandet. Lars Nielsen har fået tilnavnet "The Long Rider".

## Rekordturene – Guinness-rekorder
Lars Nielsens tre rekordture er optaget i den Danske Guinness Rekordbog. Turene blev kørt alene med fuld oppakning (ca. 25 kg) på racercykel med cykeltasker.

### Nordamerika 1989
Turen gik fra Anchorage (Alaska) til Miami. Diagonalt på USA via Canada. Turen var på 10.655 kilometer på 54 dage svarende til 197 kilometer per dag. Lars Nielsen var 33 år på den første rekordtur. Turen begyndte den 16. juni 1989 i Alaska og gik derefter gennem staterne Yukon, British Columbia, Montana, Wyoming, South Dakota, Iowa, Missouri, Illinois, Kentucky, Tennessee og sidst til Florida, hvor turen sluttede i Miami den 8. august. Den længste dagstur var 254 km i staten British Columbia i Canada mellem byerne Lake Louise til Wasa. På tre dage kørte Lars Nielsen 729 kilometer mellem Jasper og Whitefish i British Columbia, hvor den længste dagstur indgik som den mellemste dag. Turen blev medtaget i 1991-udgaven af den danske udgave af Guinness Rekordbog

### USA rundt 1991
Som 35-årig begav Lars Nielsen sig ud på en af sine største ture, der gik langs med grænsen/kystlinjen rundt USA. Turen var på 16.494 kilometer, som blev kørt på 80 dage, svarende til 206 km i gennemsnit per dag. Turen begyndte den 15. april i West Miami i Florida og gik gennem staterne Mississippi, Louisiana, Texas, New Mexico, Californien, Oregon, Washington, Montana, North Dakota, Minnesota, Wisconsin, Michigan, Ontario, New York, Vermont, New Hampshire, Maine, Massachusetts, New York, New Jersey, Pennsylvania, Maryland, North Carolina, South Carolina, Georgia og sluttede den 3. juli i Miami i Florida. Turens længste dagstur var i staten Montana og gik fra Browning over 272 kilometer til Havre.

### Nordkap retur 1997
Turen gik fra Kristiansand til Nordkap og retur til Varberg. Turens længde var 4.994 kilometer og tog 23 dage svarende til 217 kilometer i gennemsnit per dag. Lars Nielsen var 41 år på den sidste rekordtur.

## Store ture

### Australien rundt 1998
Turen varede 75 dage og antog 13.412 kilometer svarende til 180 kilometer i gennemsnit per dag. Turen blev påbegyndt den 21. september i Sydney. Da Lars Nielsen drog af sted i 1998 var rekorden blevet sat i 1985 af fire danskere. Lars Nielsens tur blev optaget i den Danske Guinness Rekordbog i 2001-udgaven. Rekorden er sidenhen blev slået.[kilde mangler] Turens længste dagstur var på 288 km mellem Raventshorpe og Albany. På tre dage cyklede Lars Nielsen 756 km mellem Cataby og Carnavon. Lars Nielsen var på cyklen i 589 timer og 44 minutter svarende til en gennemsnitsfart på 22,73 km/t over 13.412 km.
Turen gik fra Sydney mod sydvest til Melbourne, videre mod vest gennem South Australia til Adelaide, videre mod vest gennem Western Australia til Perth, mod nord til Darwin og mod sydøst gennem Northern Territory og Queensland mod Brisbane og retur til Sydney gennem New South Wales, hvor turen sluttede den 4. december. For at komme gennem det øde Western Australia medbragte Lars Nielsen kapacitet til at medbringe knap 9 liter vand på cyklen.
Blandt oplevelser på turen var en dagstur ad Australiens længste stykke lige vej på sletten Nullarbur Plain, hvor vejen er helt lige i 146,6 km. I begyndelsen af turen, efter lidt mere end 2.300 km, delte hovedvejen sig, Lars Nielsen cyklede ad, i to hovedveje. I byen Port Augusta delte den op i Eyre Higway og Stuart Highway, for så at mødes igen cirka 7.000 km senere i det nordlige Australien ved byen Katherine syd for byen Darwin. Eyre Highway går rundt langs kysten i det vestlige Australien. På nogle få af de mest øde stræk i Western Australia var Lars Nielsen nødt til at komme op at køre med bilister eller lastbiler, for at kunne tilbagelægge de enorme afstande mellem byerne. Han var på cyklen 5.993 km på den 7.000 km lange Eyre Highway mellem Port Augusta og til syd for Darwin i Northern Territory. Her mødte han igen Stuart Highway.

### Fra Kap Horn til Alaska 2001
I år 2001 cyklede Lars Nielsen i en alder af 45 år ud på en mere end 20.000 kilometer lang tur fra Kap Horn på sydspidsen af Sydamerika til det nordlige Alaska på det nordamerikanske kontinent. Turen tog 118 dage med et gennemsnit på 180 kilometer per dag. Undervejs tog Lars Nielsen fly fra Lima til Panama, fordi han ikke ville risikere at blive overfaldet af kriminelle i de meget urolige lande, han skulle passere. Samtidig tillod han sig selv at tage med bus eller bil, når livet på landevejen blev alt for surt. På grund af voldsomme maveproblemer blev andre cirka 2.000 kilometer skåret af den oprindeligt planlagte rute. Undervejs led Lars Nielsen voldsomt af diarré hele vejen fra Guatemala til Alaska - i alt to måneder, hvilket kostede ham et vægttab på 11 kilo. Sammenlagt blev turen på cykel dog 20.000 kilometer.
Eventyret begyndte 9. marts 2001, hvor han fløj til verdens sydligste by, Ushuaia, tæt ved Kap Horn. Derfra cyklede Lars Nielsen nordpå gennem Argentina, langs med Atlanterhavskysten og derfra mod nordvest tværs over Patagonien til San Carlos de Bariloche. Videre gik turen til Chile og over Andesbjergene til Osorno og derfra til Santiago og Valparaiso. I det nordlige Chile cyklede Lars Nielsen 900 km gennem Atacamaørkenen, hvor det ikke har regnet i flere hundrede år. Fra Chile fortsatte turen til Lima i Peru. Herfra fløj Lars Nielsen til Panama City for at undgå at komme til at cykle i Ecuador og Colombia. Fra Panama City gik turen ad Pan American Highway gennem de små stater i Mellemamerika: Panama, Costa Rica, Nicaragua, Honduras, El Salvador og Guatemala, inden det gik videre langs Mexicos vestkyst til Mazatlan. Herfra tog han færgen over til Baja California. Fra San Diego i USA gik turen op gennem Sacramento-dalen til det nordlige Californien og fra Oregon direkte til Seattle og videre til den canadiske grænse. Herefter fortsatte han nordpå gennem British Columbia til Prince George og derfra til grænsen til Alaska. Her fulgte han Alaska Highway til Tok, hvor baghjulet blev ødelagt, hvorefter turen blev fortsat direkte til Anchorage.

## USA og Canada
Lars Nielsen har især cyklet i USA og Canada. Siden det første besøg i 1985 og frem til og med 2002 er der blevet tilbagelagt ikke færre end 67.000 kilometer på cykel i de to store lande. Det er både blevet til USA rundt og tre ture til Alaska. Lars Nielsen har flere gange optrådt i de amerikanske medier på grund af hans ekstreme præstationer.
Det er imidlertid også i USA, at Lars Nielsen har haft nogle af hans mest barske oplevelser. På Lars Nielsens første tur til USA i 1985 fik han hedeslag i Death Valley og måtte have hjælp af en sygeplejerske og en parkbetjent for at komme levende ud af dalen. Lars Nielsen gentog forsøget i 1996, hvor han vendte tilbage for at besejre Death Valley - bl.a. med hjælp af vand han fik fra forbipasserende biler. Det lykkedes.
En cykeltur fra Denver til Portland i USA i 1998 bød på voldsomt snevejr i juni måned på vej over et bjergpas i 3.713 meters højde. Turen var tilrettelagt efter at bestige de højeste veje i Rocky Mountains og gik fra Denver mod nordvest via Trail Ridge Road, der er det højeste, der er ført vej i Rocky Mountains. Via Trail Ridge Road over Sundance Mountains videre gennem Rocky Mountains National Park. Herefter gik ruten mod byen Lander i retning mod Yellowstone National Park. Fra Yellowstone gik ruten ind i staten Idaho mod byen Boise via dalen langs Snake River. Videre ad The Old Oregon Trail gennem Oregon mod byen Portland ved stillehavskysten.
I 1994 begav Lars Nielsen sig i juni måned ud på en ca. 6.000 km lang tur gennem Canada. Turen gik fra Seattle til Fort Providence i Nordvestterritoriet og retur til Seattle. En tur gennem den Canadiske ødemark. Turen gik via Lake Loiuse mod byen Jasper videre ad MacKenzie Highway til byen Enterprise, videre til Fort Providence, som var rutens nordligste punkt. Herefter mod sydvest via Fort Nelson og ad Alaska Highway før det gik mod syd til byen Prince George og endelig til Whistler og tilbage til Seattle.
1999 drog Lars Nielsen den 18. juni ud fra Anchorage i Alaska, hvor han 10 år tidligere i 1989 begyndte rekordturen Alaska til Florida, for at tage på rundtur i Alaskas vildmark. Turen gik mod Valdez via Glennallen og derefter nord mod til Fairbanks via Tok og sydpå til Mount McKinley mod målet i Anchorage.

## Andre ture (udvalgte)
- 1984: Østrig - Sydtyskland - Schweiz[1]
- 1985: Seattle - Colorado - San Francisco: Turen gik til Aspen, Grand Canyon, Death Valley, og tilbage til San Francisco, i alt 5.645 kilometer på 32 dage.[21]
- 1988: Sydvestlige USA[6]
- 1992: Seattle - Las Vegas - Denver[6]
- 1994: Seattle - Fort Providence - Seattle[6]
- 1995: New Zealand - sydspids til nordspids[6]
- 1996: Los Angeles - Las Vegas - Salt Lake City[1]
- 1998: Denver - Portland (Oregon)[6]
- 1999: Sydvestlige Alaska[6]
- 2000: Atlantiske Canada[6]Nordkap retur, 1997 (Majavatn)
- 2004: Sydamerika fra Santiago - Iquazu Falls[1]
- 2005: Johannesburg - Kruger National Park - Johannesburg[1]
- 2007: Det nordlige Californien og sydlige Oregon[1]
- 2007: Chiles Patagonien[22]

## Mindre ture (udvalgte)
- 1980 og 1981: Det sydlige Norge[21]
- 1982 og 1983: Det mellemste Norge[21]
- 1986 og 1987: Alperne, Nice, Trieste, Wien[1]
- 1990: Hannover – Genève – Hannover[1]
- 2004: England: På en tur til England i 2002 blev Lars Nielsen påkørt bagfra en af bil og brækkede ryggen. Han lovede personalet på hospitalet i Taunton, at hvis han overhovedet kom til at cykle igen, så ville han cykle over og besøge dem. Det blev den første tur efter Lars Nielsen var kommet tilbage i sadlen. Fra Hobro over Esbjerg - Harwich, til Taunton og retur. 1.365 km.[23]
- 2008: Schweiz og Alsace (Italienske alper)[22]
- 2008: Det sydlige England rundt[22]
- 2018: Alaska

## Rejsebøger af Lars Nielsen
- Stik Nord - 20.000 km på cykel fra Kap Horn til Alaska
- Mine drømmes Nordamerika - oplevelser fra 75.000 km cykeltur i USA & Canada
- På to hjul under Sydkorset - 27.000 km på cykel i New Zealand, Australien, Sydafrika, Argentina, Chile og Peru
- Cykler med Bjørne - 4 cykelture i Yukon/Alaska - Californien - Californien/Nevada/Arizona og Alaska
- The Longrider - hvor der er en vilje. Om min tilgang og fascination af cyklen og cyklingen som sport og til tur.

## Hæder
Lars Nielsen er optaget i:
- Eventyrernes Klub i Los Angeles[24][25]
- Travellers Club, Oslo[26]
- De Berejstes Klub, Danmark (nuværende ven med klubben)[27]